# DM i cykelcross 2009
Danmarksmesterskaberne i cykelcross 2009 var den 40. udgave af DM i cykelcross. Mesterskabet fandt sted 11. januar 2009 på en to kilometer lang rundstrækning med opløb på Gl. Hellebækvej mellem Rolfsvej og Hamlets Vænge i Helsingør.
Hos kvinderne vandt Nikoline Hansen sit andet danmarksmesterskab i cykelcross i træk. I herrerækken vandt Joachim Parbo sit tredje DM, efter han vandt sølv året før.

## Resultater
| Event        | Guld            | Sølv                   | Bronze               |
| ------------ | --------------- | ---------------------- | -------------------- |
| Herrer       |                 |                        |                      |
| Herrer elite | Joachim Parbo   | Christian Poulsen      | Tommy Moberg Nielsen |
| Herrejunior  | Kenneth Hansen  | Nicolaj Hansen         | Jeppe Nielsen        |
| Damer        |                 |                        |                      |
| Damer elite  | Nikoline Hansen | Birgitte Bernt Nielsen | Trine Lorentzen      |